# Bob Casey Jr.
Bob Casey Jr., właśc. Robert Patrick Casey Jr. (ur. 13 kwietnia 1960 w Scranton, Pensylwania) – amerykański polityk Partii Demokratycznej, Generalny Audytor (1997–2005) a następnie stanowy Skarbnik (od 2005) stanu Pensylwania, senator USA 1 klasy stanu Pensylwania (od 2007).

## Wykształcenie i praktyka zawodowa
Urodził się w rodzinie irlandzkich katolików. Ukończył College of the Holy Cross. Wstąpił do katolickiej organizacji Jesuit Volunteer Corps, a piątą klasę spędził w Gesu School w Filadelfii i następnie The Catholic University of America, gdzie uzyskał tytuł doktora prawa. W latach 1991–1997 prowadził praktykę zawodową.

## Działalność polityczna
W 1996 został wybrany w wyborach na głównego biegłego rewidenta stanu Pensylwania (Pennsylvania State Auditor General) i pełnił ten urząd przez dwie kadencje. W 2002 ubiegał się o partyjną nominację w wyborach na gubernatora stanu Pensylwania. W prawyborach przegrał jednak z byłym burmistrzem Filadelfii, który ostatecznie wygrał wybory. W 2004 wygrał wybory na stanowego Skarbnika (odpowiednika Sekretarza Skarbu w rządzie stanowym). Zdobył najwięcej głosów w całej historii tych wyborów.

## Senat Stanów Zjednoczonych
W 2006 po raz pierwszy wystartował w wyborach do Senatu USA. W prawyborach 16 maja 2005 otrzymał aż 85%. Jego rywalem był urzędujący senator Rick Santorum (republikanin). Casey wygrał, zdobywając 2.345.082 głosów (58,7%) przy 1.652.486 (41,3%) Santorum. Bob Casey jest pierwszym od 1962 demokratycznym senatorem z Pensylwanii, który rozpocznie własną kadencję. 4 stycznia 2007 złożył ślubowanie i objął urząd senatora jako 1890 senator w historii.
Jego ojciec Bob Casey Sr., był 42. gubernatorem stanu Pensylwania. Wraz z żoną Terese (małżeństwem są od 1985) mają czwórkę córek: Elyse, Caroline, Julia, i Marena.